# Serixia mindoroensis
Serixia mindoroensis är en skalbaggsart som beskrevs av Stefan von Breuning 1960. Serixia mindoroensis ingår i släktet Serixia och familjen långhorningar.
Artens utbredningsområde är Filippinerna. Inga underarter finns listade i Catalogue of Life.